# Metal Gear Survive
Metal Gear Survive  — комп'ютерна гра в жанрі пригодницький бойовик з елементами виживання, розроблена і видана компанією Konami. Це перша гра з серії Metal Gear, в створенні якої не брав участі Хідео Кодзіма.
Гра вийшла 20 лютого 2018 року на платформах Microsoft Windows, PlayStation 4, Xbox One.
Події гри відбуваються між подіями Metal Gear Solid V: Ground Zeroes і Metal Gear Solid V: The Phantom Pain й відбуваються від лиця капітана, солдата MSF, який входить до паралельного вимір і створює місцевий командний центр, щоб розгадати загадки дивного вірусу, що перетворює людей в зомбіподібних істот.
Metal Gear Survive була анонсована 16 серпня 2016 року під час ігрової виставки Gamescom 2016. Це був не перший випадок, коли концепція гри зомбі-симулятора була втілена в життя. А сама розробка гри на рушії Fox Engine розпочалася 17 грудня 2015 року, коли Konami почала набирати персонал для розробки нової гри з серії Metal Gear.

## Ігровий процес
Metal Gear Survive — це пригодницький бойовик з елементами симулятора виживання з видом камери від третьої особи. Гра має як однокористувацький режим, де гравцеві належить поодинці боротися з полчищами зомбі, так і кооперативний багатокористувацький режим, в якому до гравця можуть приєднатися до трьох інших гравців для виконання різного роду місій. Гра, зокрема, містить мікротранзакції та вимагає постійного підключення до мережі.
Велика частина ігрового процесу складається з гравця, що досліджує світ, який в основному покритий таємничими отруйними хмарами, які значно обмежує зір, відключає внутрішньоігрову карту і змушує гравця контролювати рівень свого кисню, щоб не загинути. Гравцям для виживання необхідно збирати ресурси, такі як їжа і матеріали для створення нових предметів (крафту), а також активувати генератори порталу, розкидані по всій карті. Ці генератори служать як системи швидкого переміщення по світу гри, і кожен з них розблоковується шляхом проходження сегмента захисту вежі. Після завершення вилазки гравці можуть повернутися в табір, щоб приготувати їжу, а потім очистити воду для безпечного пиття. Існує також система травм, яка вимагає від гравців використовувати різні медичне приладдя для лікування хвороб і травм, таких як кровотеча або харчове отруєння.
У гравців, також, є можливість облаштувати свій табір — встановити систему оборони, поліпшити станцію створення предметів, приготування їжі, або очищення води. В тому числі, у гравця є можливість встановити в таборі ферми, клітки для тварин і навіть збирачі дощової води.
Головними ворогами в Metal Gear Survive виступають зомбіподібні істоти, іменовані «мандрівниками», в грі присутня безліч варіантів і різновидів цих істот, які зустрічаються гравцеві походу ігри. За вбивство ворогів героям нараховуються спеціальні одиниці опиту, за які гравець може прокачувати рівень персонажа і прокачувати в нього різні навички.
Присутні кілька способів знищення ворогів, наприклад, можна покінчити з ними за допомогою скритності, або різної зброї та гаджетів, поступово одержуваних шляхом пошуку рецептів для його створення, або розбору зламаної зброї. У грі присутній великий вибір озброєння, починаючи зі зброї ближнього бою, такого як списи, мачете й ударні палиці, закінчуючи нескінченним видом стрілецької зброї, на кшталт пістолетів, дробовиків, автоматом і гвинтівок. З додаткової зброї (гаджетів) героям доступні гранати, коктейлі Молотова, збройові вежі, приманки та велика кількість пасток.

## Сюжет
Після атаки організації XOF бійці MSF, які вижили на «Базі Матері» збирають своїх загиблих товаришів і ховають їх в море. У цей момент, людина, що називає себе «Гудлак», шукає серед жертв дівчину, яку він знає, і, знайшовши її, просить у неї вибачення за те, що він збирається зробити. Декількома днями раніше ця людина, яку звали Капітан — захищала Біг Боса і Міллера під час атаки організації XOF, прикриваючи їх під час втечі. Однак, як тільки два лідери покинули «Базу Матері», загадкова червоточина відкрилася прямо над базою, засмоктуючи кількох солдатів, включаючи Сета, бойового партнера Капітана.
Минає шість місяців. Гудлак відніс тіло Капітана в відділення організації Wardenclyffe, де, розмовляючи зі своїм колегою Грюн, він пояснює, що він приніс вже зараженого солдата і з цієї причини він є найбільш пригідним суб'єктом для місії у світі за межами червоточини, який має назву світ Дайт. Фактично, капітан втратив ліву руку, відірвану закриттям червоточини, коли намагався утримати Сета, але завдяки інфекції його рука регенерувати. Потім його відправляють в Дайт, де він отримує вказівки по радіо від Гудлака, який веде його в базовий табір, де знаходяться останки «Бази Матері».
По дорозі, пройшовши через будівлю, він зустрічає Ріва, солдата організації XOF. Він знаходиться серед тих небагатьох, хто вижив після поглинання червоточиною на «Базі Матері». На них напав натовп зомбіподібних істот, на ім'я «Мандрівник», і Рів допомагає Капітану врятуватися. Після прибуття в табір Гудлак переконав Ріва співпрацювати з Капітаном, пояснивши, що він повинен виконати доручену йому місію, яка полягає у відновленні даних, зібраних Корпусом Харона (командою, яка раніше була відправлена на Дайт, і яка вважається зниклою безвісти) і знайти тих із них, які могли вижити, а також, в отриманні дорогоцінної енергетичної форми, яка може бути залучена Вандерсом. Зв'язок з Гудлаком переривається, але на базі присутний Virgil AT-9, штучний інтелект, який з того часу допомагав Капітанові в його місії. Virgil повідомляє йому, що на Дайте, крім Мандрівников, є отруйний туман, який покриває велику частину цієї зруйнованої планети.
Капітан надалі знаходить інших людей, які пройшли в Дит через інші червоточини, і веде їх до табору. Серед них наприклад, Міранда, медсестра, Кріс, дитина-інвалід, якому для передвженія необхідна коляска, або поліцейський Ніколас. Під час розвідки Капітан також стикається з величезним монстром, Володарем Пилу, який до цього вже вбив декількох членів корпусу Харона. Хоча місія, здається, проходить успішно, з групою більше не пов'язується Гудлак, а Грюн розповідає, що насправді — Гудлак діяв без дозволу відділення Wardenclyffe. В подальшому дзвінку, коли група активує червоточину, щоб повернутися додому, Грюн каже, що Гудлак покінчив життя самогубством, і наполягає на тому, щоб сила червоточини була доведена до максимуму. Незважаючи на протидію Вірджіла, група слід його вказівкам, але це наближає Лорда Праху, який знищує базу і майже перетинає червоточину з групою своїх союзників. Однак на іншій стороні червоточини група виявляє, що вони не повернулися в свій світ і все ще знаходяться в Дитино, поруч із залишками платформи Діамантових псів (яка ще не була заснована в епоху, з якої прийшов капітан). У той же час вони отримують записаний дзвінок від Гудлака, який пояснює, що вони виявилися там по його вибору, щоб знайти потужна зброя, яке знаходиться в цьому районі і яке дозволить знищити Повелителя пилу. Вірджіл розуміє, що Грюн хотів захопити Повелителя Пилу для використання в якості джерела енергії і що Гудлак знав, як це може загрожувати людству, і тому попросив групу знищити цього монстра.
Увійшовши в область, Капітан знаходить свого старого партнера Сета, і рятує його від людини, яка направила на нього дуло гвинтівки. Сет пояснює, що це був Ден, член Корпуса Харона, який, як стверджується і вбив інших членів, втративши розум. Потім Сет підтверджує, що посеред лісу знаходиться потужна зброя, знайдена Корпусом Харона: Сахелантроп. Коли капітан досягає Сахелантропа, який майже перетворений в уламки, Ден знову з'являється, вказуючи на зброю, але заперечує, що вбив інших членів, і дійсно звинувачує у всьому Сета. Незабаром, після цього Сет втік, взявши Кріса в заручники, виявивши, що він був заражений вірусом і чиїм розумом повеліває отруєне повітря планети. Він пояснює, що це повітря складається з наномашин, винайдених людьми. Згодом ці наномашини розвивалася автономно, набуваючи здатність колонізувати всі форми життя. Капітан перемагає Сета в бою, але Вірджіл розуміє, що Капітан також заражений і що врятувати його вдасться лише тоді, коли Повелитель Пилу, джерело усього отруйного повітря, буде знищений. Вірджіл також розкриває, що Дайт — це не інший світ, а Земля 21-го століття, спустошена Володарем Пилу, який використовував червоточини, щоб подорожувати в минуле і неодноразово руйнувати мир в безперервному пошуку джерел для асиміляції.
Група заманює Повелителя Пилу в табір і блокує його за допомогою лез Сахелантропа. Тим часом, відкривши червоточину для повернення додому, Капітан впускає Кріса, але інша частина групи залишається в таборі, щоб знищити Повелителя Пилу. У розпал битви прибуває останній запис Гудлака, який показує, що насправді він був Крісом, який прибув через червоточину в 1943 році. Відтоді він провів тридцять років в Уорденкліффе і тепер довіряє майбутнє людства своїм старим друзям, а також завдання знищити Повелителя Пилу. Їм вдається знищити істоту, завдяки героїчній жертві Вірджіла. Вірджілу в підсумку вдається врятуватися, але вони не можуть повернутися у свій світ. В цей час Гудлак розмовляє з Грюн, визнаючи, що саме він винен у відкритті червоточини, яка з'явилася над «Базою Матері». Залишившись на самоті, Гудлак каже собі, що історія змінилася і що тепер його борг продовжити боротьбу і визволити своїх друзів зі світу Дайт, а також, запобігти повторному спустошенню світу через неконтрольовані технології.

## Критика
| Агрегатор  | Оцінка                                 |
| ---------- | -------------------------------------- |
| Metacritic | (PC) 54/100 (PS4) 60/100 (XONE) 62/100 |

| Видання                    | Оцінка |
| -------------------------- | ------ |
| Destructoid                | 5/10   |
| Electronic Gaming Monthly  | 7/10   |
| Game Informer              | 6/10   |
| GameRevolution             | [ 12 ] |
| GameSpot                   | 5/10   |
| IGN                        | 6.5/10 |
| PC Gamer (Велика Британія) | 59/100 |

Metal Gear Survive отримала в основному негативні відгуки після свого анонсу на виставці Gamescom. Зокрема, вони були пов'язані з недавніми діловими рішеннями Konami та зі звільненням Хідео Кодзіми з компанії. Скарги, також, були сфокусовані на жанрі й темі гри, а точніше про її явний відступ від первинних оригінальних ідей серії Metal Gear, як в ідейному плані, так і в плані розбіжностей ігрового процесу, також, вони були пов'язані з наявністю мікротранзакцій, і вимоги постійного підключення до інтернет-з'єднання.
Після релізу Metal Gear Survive отримав «змішані або середні» відгуки, згідно з даними різних ігрових агрегаторів.